# Jacques Gruppi
Pas d'image ? Cliquez ici

a Compétitions nationales et continentales officielles uniquement.

b Matchs officiels uniquement.
Jacques Gruppi, né le 6 avril 1941 à Villeneuve-sur-Lot (Lot-et-Garonne), est un joueur international français de rugby à XIII au poste de centre des années 1950 à 1970.
Né à Villeneuve-sur-Lot au sein d'une fratrie tournée autour du rugby, son grand frère Raymond Gruppi international français de rugby à XIII également et son petit-frère Pierre Gruppi parti au rugby à XV, Jacques Gruppi pratique le rugby à XIII au sein du club de l'U.S. Villeneuve et intègre l'équipe seniors au milieu d'une génération de jeunes de talents comprenant également Jean-Pierre Clar et Christian Sabatié sous la houlette de l'entraîneur Jep Lacoste. Il devient durant plus de dix années un des joueurs références au poste de centre du Championnat de France disputé sous le maillot villeneuvois. Il réalise le doublé championnat de France 1964 - Coupe de France 1964, puis dispute nombreuses finales sans victoire au bout. Il compte pour coéquipiers les frères Christian et Jean-Pierre Clar, son frère Raymond Gruppi, Jacques Merquey, Jacques Dubon, Christian Sabatié, Michel Mazaré et Daniel Pellerin.
Ses performances remarquées en club l'amènent à être sélectionné en équipe de France à 11 reprises entre 1963 et 1971. Il y est titulaire du poste de centre disputant notamment la finale de la Coupe du monde en 1968 aux côtés de Jean-Pierre Clar, Christian Sabatié et Daniel Pellerin, l'édition 1970 de la Coupe du monde et l'édition 1969-1970 de la Coupe d'Europe des nations. Sous ce maillot bleu, il connaît des victoires prestigieuses contre les meilleures sélections du monde : l'Australie, la Grande-Bretagne, l'Angleterre et le pays de Galles.

## Biographie

### 1968: finaliste de la Coupe du monde
En mai-juin 1968, l’Australie et la Nouvelle-Zélande organisent la quatrième édition de la Coupe du monde de rugby à XIII, compétition créée en 1954 sous l'impulsion de l'ancien président de la fédération française Paul Barrière en invitant les trois autres nations majeures de rugby à XIII : l'Australie, la Grande-Bretagne et la Nouvelle-Zélande. Ce concept est maintenu depuis à intervalle irrégulier avec ces quatre mêmes nations. Jacques Gruppi est sélectionné par Antoine Jimenez, au sein de cette sélection entraînée par Jep Lacoste, au poste de centre pour cette édition aux côtés de ses coéquipiers villeneuvois Jean-Pierre Clar, Daniel Pellerin et Christian Sabatié,.
Jacques Gruppi n'est pas aligné pour le match d'ouverture de la Coupe du monde contre la Nouvelle-Zélande le 25 mai 1968 au Carlaw Park en banlieue d'Auckland devant près de 18 000 spectateurs où Jean-Pierre Lecompte et Michel Molinier lui sont préféré. L'adversaire néo-zélandais perd dès la 12e minute leur joueur Brian Lee, expulsé définitivement pour une manchette sur André Ferren, et dut évoluer en infériorité numérique toute la rencontre. Le demi français Jean Capdouze livre alors un duel de buteurs contre son homologue Ernie Wiggs avant de marquer un essai à la suite d'une relance de Jean-Claude Cros et d'une percée de J.-P. Lecompte épaulé par M. Molinier pour emmener J. Capdouze à marquer entre les poteaux. Dès lors, malgré une supériorité en mêlée fermée des Néo-Zélandais, la France conserve son avance jusqu'à la fin du match pour s'imposer 15-10.
La seconde rencontre face à la Grande-Bretagne s'avère être décisive pour une place en finale à la suite de la défaite de cette dernière face au grand favori australien. Programmée en Nouvelle-Zélande, les deux équipes s'affrontent le 1er juin 1968 au Carlaw Park devant près de 15 000 spectateurs. Non aligné J. Gruppi, ce sont les centres J.-P. Lecompte et M. Molinier qui évoluent sur la pelouse. Un temps pluvieux sévit et rend impossible la tenue d'un jeu ordonné. Devant cette difficulté, les Britanniques mènent 2-0 à la mi-temps sur une pénalité de Bev Risman. Mais la seconde mi-temps tourne à l'avantage des Français forts d'un pack d'avants dominant et du jeu au pied de J. Capdouze, Roger Garrigue et Jean-Pierre Clar, Daniel Pellerin est tout près de marque un essai mais les Français parviennent à s'imposer sur un essai de Jean-René Ledru pour porter le score final à 7-2. La France se qualifie pour la finale pour la seconde fois de son histoire après l'édition de 1954.
Composition de l'équipe de France :
Pour la troisième rencontre de poule, la France va sur les terres australiennes après deux rencontres en Nouvelle-Zélande, celle-ci oppose les deux équipes qualifiées pour la finale le 8 juin 1968, la France et l'Australie. Afin de mieux préparer la finale qui se déroule deux jours après cette rencontre joué au Lang Park de Brisbane, les deux équipes font tourner leurs effectifs et J. Gruppi dispute sa première rencontre de cette Coupe du monde. Ce match s'achève sur un score sévère pour la France qui est nettement battue 37-4 et amène l'Australie à se poser comme le grand favori de la finale,.
J. Gruppi se trouve dans le treize titulaire en prenant la place de M. Molinier pour cette finale qui se déroule le 10 juin 1968 au Sydney Cricket Ground devant près de 54 000 spectateurs. Dans un stade acquis à sa cause, l'Australie, dirigée par la charnière Billy Smith et Bob Fulton, réalise une haute performance en dominant l'équipe de France grâce à un jeu varié, dynamique et une domination territoriale. Les Français subissent le jeu australien malgré la vaillance de sa défense. Battue 20-2, J. Gruppi et la France terminent ainsi vice-champions du monde et espèrent entrevoir par cet exploit la volonté d'un renouveau du rugby à XIII dans son pays.

## Palmarès
- Collectif :
  - Vainqueur du Championnat de France : 1964 (Villeneuve).
  - Vainqueur de la Coupe de France : 1964 (Villeneuve).
  - Finaliste de la Coupe du monde : 1968 (France).
  - Finaliste du Championnat de France : 1962 et 1965 (Villeneuve).
  - Finaliste de la Coupe de France : 1966, 1969, 1970 et 1972 (Villeneuve).

### Coupe du monde
| Édition         | Rang      | Résultats France | Résultats Gruppi | Matchs Gruppi |
| --------------- | --------- | ---------------- | ---------------- | ------------- |
| Australie 1968  | Finaliste | 2 v, 0 n, 2 d    | 0 v, 0 n, 2 d    | 2/4           |
| Angleterre 1970 | Troisième | 1 v, 0 n, 2 d    | 1 v, 0 n, 0 d    | 1/3           |

Légende : v = victoire ; n = match nul ; d = défaite.

### Détails en sélection
| Matchs internationaux de Jacques Gruppi | Matchs internationaux de Jacques Gruppi | Matchs internationaux de Jacques Gruppi | Matchs internationaux de Jacques Gruppi | Matchs internationaux de Jacques Gruppi | Matchs internationaux de Jacques Gruppi | Matchs internationaux de Jacques Gruppi | Matchs internationaux de Jacques Gruppi | Matchs internationaux de Jacques Gruppi | Matchs internationaux de Jacques Gruppi | Matchs internationaux de Jacques Gruppi | Matchs internationaux de Jacques Gruppi |
|                                         | Date                                    | Adversaire                              | Résultat                                | Compétition                             | Poste                                   | Points                                  | Essais                                  | Pen.                                    | Drops                                   |                                         |                                         |
| --------------------------------------- | --------------------------------------- | --------------------------------------- | --------------------------------------- | --------------------------------------- | --------------------------------------- | --------------------------------------- | --------------------------------------- | --------------------------------------- | --------------------------------------- | --------------------------------------- | --------------------------------------- |
| sous les couleurs de la France          |                                         |                                         |                                         |                                         |                                         |                                         |                                         |                                         |                                         |                                         |                                         |
| 1.                                      | 17 février 1963                         | Pays de Galles                          | 23-3                                    | Test-match                              | Centre                                  | -                                       | -                                       | -                                       | -                                       |                                         |                                         |
| 2.                                      | 4 mars 1967                             | Grande-Bretagne                         | 23-13                                   | Test-match                              | Centre                                  | -                                       | -                                       | -                                       | -                                       |                                         |                                         |
| 3.                                      | 8 juin 1968                             | Australie                               | 4-37                                    | Coupe du monde                          | Centre                                  | -                                       | -                                       | -                                       | -                                       |                                         |                                         |
| 4.                                      | 10 juin 1968                            | Australie                               | 2-20                                    | Coupe du monde                          | Centre                                  | -                                       | -                                       | -                                       | -                                       |                                         |                                         |
| 5.                                      | 23 octobre 1969                         | Pays de Galles                          | 8-2                                     | Coupe d'Europe                          | Remplaçant                              | -                                       | -                                       | -                                       | -                                       |                                         |                                         |
| 6.                                      | 25 octobre 1969                         | Angleterre                              | 11-11                                   | Coupe d'Europe                          | Centre                                  | 3                                       | 1                                       | -                                       | -                                       |                                         |                                         |
| 7.                                      | 15 mars 1970                            | Angleterre                              | 14-9                                    | Coupe d'Europe                          | Centre                                  | 3                                       | 1                                       | -                                       | -                                       |                                         |                                         |
| 8.                                      | 1er novembre 1970                       | Australie                               | 17-15                                   | Coupe du monde                          | Centre                                  | -                                       | -                                       | -                                       | -                                       |                                         |                                         |
| 9.                                      | 11 novembre 1970                        | Australie                               | 4-7                                     | Test-match                              | Centre                                  | -                                       | -                                       | -                                       | -                                       |                                         |                                         |
| 10.                                     | 7 février 1971                          | Grande-Bretagne                         | 16-8                                    | Test-match                              | Centre                                  | -                                       | -                                       | -                                       | -                                       |                                         |                                         |
| 11.                                     | 17 mars 1971                            | Grande-Bretagne                         | 2-24                                    | Test-match                              | Centre                                  | -                                       | -                                       | -                                       | -                                       |                                         |                                         |

### Détails en club
| Saison    | Saison        | Championnat           | Championnat | Coupe           | Coupe      | Sélection | Sélection | Sélection | Sélection | Sélection | Sélection | Sélection |
| Saison    | Saison        | Comp.                 | Class.      | Comp.           | Class.     | Comp.     | M         | Pts       | Ess.      | Buts      | Dp.       |           |
| --------- | ------------- | --------------------- | ----------- | --------------- | ---------- | --------- | --------- | --------- | --------- | --------- | --------- | --------- |
| 1961-1962 | US Villeneuve | Championnat de France | Finaliste   | Coupe de France |            |           |           |           |           |           |           |           |
| 1962-1963 | US Villeneuve | Championnat de France | 1/4 finale  | Coupe de France |            |           | 1         | -         | -         | -         | -         |           |
| 1963-1964 | US Villeneuve | Championnat de France | Vainqueur   | Coupe de France | Vainqueur  |           |           |           |           |           |           |           |
| 1964-1965 | US Villeneuve | Championnat de France | Finaliste   | Coupe de France | 1/8 finale |           |           |           |           |           |           |           |
| 1965-1966 | US Villeneuve | Championnat de France | Barrage     | Coupe de France | Finaliste  |           |           |           |           |           |           |           |
| 1966-1967 | US Villeneuve | Championnat de France | Barrage     | Coupe de France | 1/8 finale |           | 1         | -         | -         | -         | -         |           |
| 1967-1968 | US Villeneuve | Championnat de France | 1/4 finale  | Coupe de France | 1/2 finale | CM        | 2         | -         | -         | -         | -         |           |
| 1968-1969 | US Villeneuve | Championnat de France | 1/4 finale  | Coupe de France | Finaliste  |           |           |           |           |           |           |           |
| 1969-1970 | US Villeneuve | Championnat de France | 1/2 finale  | Coupe de France | Finaliste  | CE        | 3         | 6         | 2         | -         | -         |           |
| 1970-1971 | US Villeneuve | Championnat de France | 1/4 finale  | Coupe de France | 1/8 finale | CM        | 4         | -         | -         | -         | -         |           |
| 1971-1972 | US Villeneuve | Championnat de France | 1/4 finale  | Coupe de France | Finaliste  |           |           |           |           |           |           |           |
| 1972-1973 | US Villeneuve | Championnat de France | 1/2 finale  | Coupe de France | 1/4 finale |           |           |           |           |           |           |           |